# Pierre Gallay
Pierre Gallay, né le 13 mars 1917 à Saint-Martin-du-Lac en Saône-et-Loire et mort le 7 avril 1950 à Brétigny-sur-Orge, était un aviateur français. Pilote de chasse durant la Seconde Guerre mondiale et pilote d'essai après-guerre, il est mort en service aérien commandé.

## Biographie
Pierre Gallay est dans l'Armée de l'air depuis 1936 (à 19 ans). Caporal-chef en 1940, il réussit, après un échec, à rejoindre Saint-Jean-de-Luz. Il se fait passer pour un soldat polonais et embarque dans un navire qui l'emmène en Grande-Bretagne. Après des formations indispensables (notamment à Damas), il rejoint le groupe de chasse no 1 « Alsace » des F.A.F.L. (Forces Aériennes Françaises Libres) en Angleterre dès mars 1943. Son pseudonyme est « Laglay ». Il participe à 207 missions de guerre et 320 heures de vol. Pierre Gallay abat un chasseur Messerschmitt Bf 109 le 28 septembre 1944. Quelques jours plus tard, lors d'une mission le 20 octobre, il est abattu en territoire ennemi mais grâce à l'aide d'Hollandais, il réussit à rejoindre les lignes alliés en 9 jours,.
Il quitte l'armée en 1947 et intègre le C.E.V (Centre d'essais en vol). Il obtient sa licence de pilote d'essais en 1949. C'est lors d'un essai avec le chasseur Narval Nord NC 1080 F-WFKZ qu'il perd la vie en 1950 alors que son épouse était enceinte de leur troisième enfant.

## Distinctions
- Chevalier de la Légion d'honneur (décret du 22 février 1945)
- Médaille militaire (rang du 22 juin 1944)
- Médaille de la Résistance française (décret du 14 juin 1946)
- Croix de guerre 1939-1945 avec 6 citations
- Distinguished Flying Cross (Etats-Unis)
- Air Medal américaine